# ランス・オ・メドー
座標: 北緯51度35分46秒 西経55度32分00秒 / 北緯51.595985度 西経55.533413度
ランス・オ・メドー（L'Anse aux Meadows）は、カナダ東部、ニューファンドランド・ラブラドール州のニューファンドランド島最北端にある考古遺跡。1978年にユネスコの世界遺産（文化遺産）に登録された。カナダ国定史跡にも指定されている。ランソメドウズとも。
1960年、ノルウェー人の探検家ヘルゲ・イングスタッドとその妻で考古学者のアン・スタイン・イングスタッドが発見した。コロンブスが北米に上陸する以前の年代にバイキングが持ち込んだとされる鉄釘をイングスタッド夫妻が発見し、これによりコロンブスの「新大陸発見（西洋人視点）」説は覆った。
地名はフランス語と英語の混成で「草原の入江」を意味する。いつからそのように呼ばれるようになったかは定かではないが、元はフランス語で「クラゲの入り江」を意味する「L'Anse-aux-Méduses 」と呼ばれ、「Méduses」に音の近い「meadows（牧草地の意）」に転訛していったものと考えられている。

## 入植地
グリーンランド以外の北アメリカで、唯一ヴァイキングの入植地として確認されている遺跡である。長年にわたり考古学調査が行われており、コロンブスの北アメリカ到達から遡ること500年以上前の住居や道具などが出土した。居住地には北アメリカで最初にヨーロッパ人が作った構築物が含まれている。一般には、西暦1000年頃のヴァイキングの航海者レイフ・エリクソンが到達したヴィンランドだと考えられている。
ランス・オ・メドーの入植地は少なくとも8つの建物からなっている。鍛冶と溶鉱炉、船作りを支えた製材所なども見つかっている。最大の建造物は、縦28.8m、横15.6mの床面積があり、複数の部屋からなっていたと思われる。

## 歴史

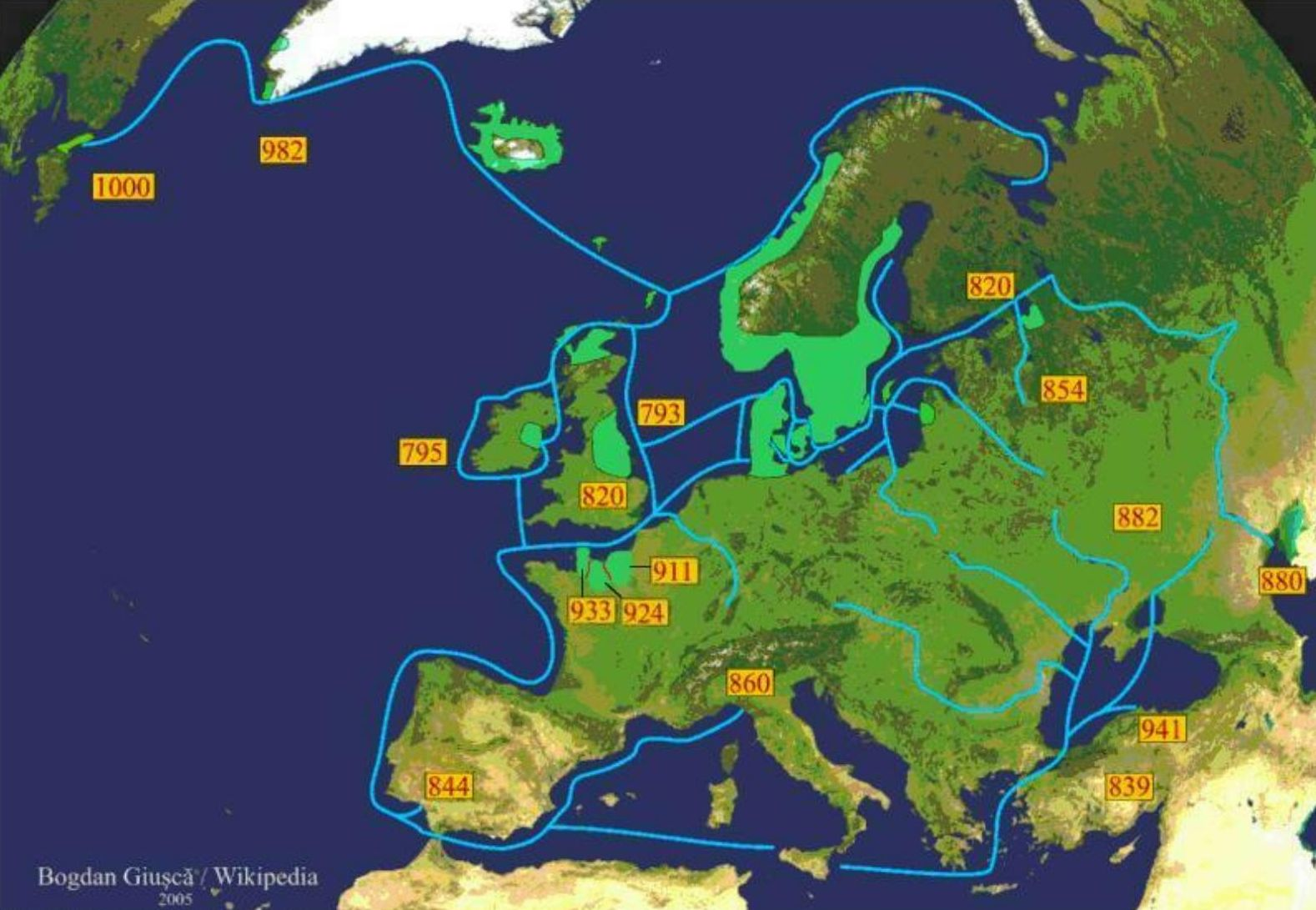
ノース人（ヴァイキング）の進出

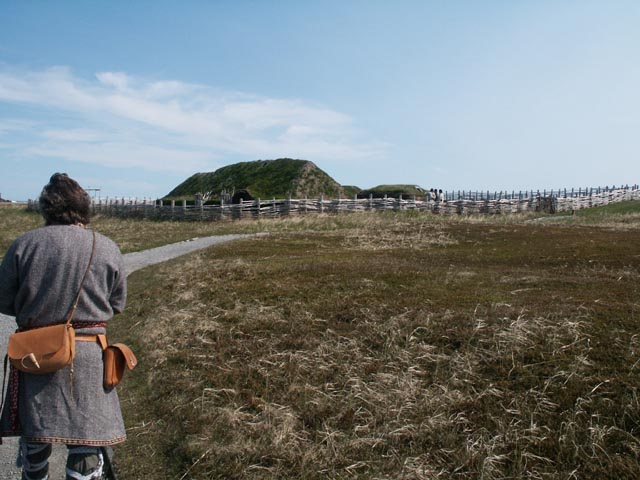
ランス・オ・メドーの家

10世紀から11世紀のグリーンランドやニューファンドランドの気候は21世紀現在よりも温暖だったとみられる。レイフ・エリクソンの航海について詳しく書かれたサガ（『グリーンランド人のサガ』および『赤毛のエイリークのサガ』）によれば、986年にビャルニ・ヘルヨルフソン（Bjarni Herjólfsson）がアイスランドからグリーンランドに渡る途中、地図もコンパスもない航海で嵐に襲われ、グリーンランドを探して西へ向かっていたところ偶然森に覆われた陸地を見たという。10年後、この話を聴いたレイフはビャルニの船を使い、35人の仲間とともにその土地へ向け出航し、葡萄と鮭が豊富で冬でも霜の降りない土地に着き、木の少ないグリーンランドに多くの材木を積んで帰ってきたという。ランス・オ・メドーは、
1. 最初の宿営地
2. 先住民たち（スクレリングと彼らは呼んだ）に追われた後に作った宿営地
3. サガには出てこない宿営地

のいずれかだと推測されている。
サガはさらに、1010年ごろのソルフィン・ソルザルソン（Thorfinn Karlsefni, トルフィン・カールセフニ・トールズソン）による入植の試みにも触れている。トルフィンに率いられた135人の男と15人の女はヴィンランドへ渡り、レイフの使った宿営地（おそらくランス・オ・メドー）に住み、ここを入植地とした。この入植者の中に、赤毛のエイリークの私生児でレイフ・エリクソンの異母姉妹にあたるフレイディス・エイリークスドティール（Freydís Eiríksdóttir）がいたという。彼らはスクレリング（おそらく、アメリカン・インディアンのベオスック族）たちと交易したがやがて対立し、グリーンランドへ撤退した。サガに出て来る入植地とランス・オ・メドーの関連については確認されていないが、ランス・オ・メドーの地が西暦1000年ごろのノース人の入植地であったことは確かである。
ランス・オ・メドーは、グリーンランドと、ランス・オ・メドーよりさらに南の入植地（セント・ローレンス湾南部周辺）との中継地だった可能性や、グリーンランドに住んでいたノース人たちの越冬地だった可能性も指摘されている。ここが居住地として使われたのはせいぜい2、3年だった。文献の研究と考古学的研究の双方から、先住民との関係悪化が放棄の原因と見られている。女性をめぐるノース人と先住民の争いや、思わぬ悪天候も放棄の理由として示唆されている。
ランス・オ・メドーは、アルゴンキン族の間にあるサグネ王国の伝説（毛皮と金属をたくさん持った金髪の民族の国）ともされているが、推測の域を出ない。

## 世界遺産

### 登録基準
この世界遺産は世界遺産登録基準のうち、以下の条件を満たし、登録された（以下の基準は世界遺産センター公表の登録基準からの翻訳、引用である）。
- (6) 顕著で普遍的な意義を有する出来事、現存する伝統、思想、信仰または芸術的、文学的作品と直接にまたは明白に関連するもの（この基準は他の基準と組み合わせて用いるのが望ましいと世界遺産委員会は考えている）。

登録基準に基づく評価内容は以下の通り。
- (6)ランス・オー・メドーは、北米でバイキングが築いた最初で唯一の遺跡であり、新世界におけるヨーロッパ人の最古の定住の証拠である。そのため、人類の移住と発見の歴史においてユニークなマイルストーンである。

## 画像

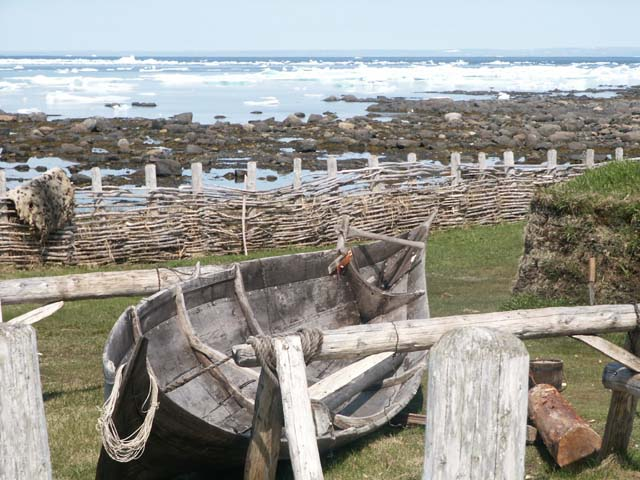
ランス・オ・メドー
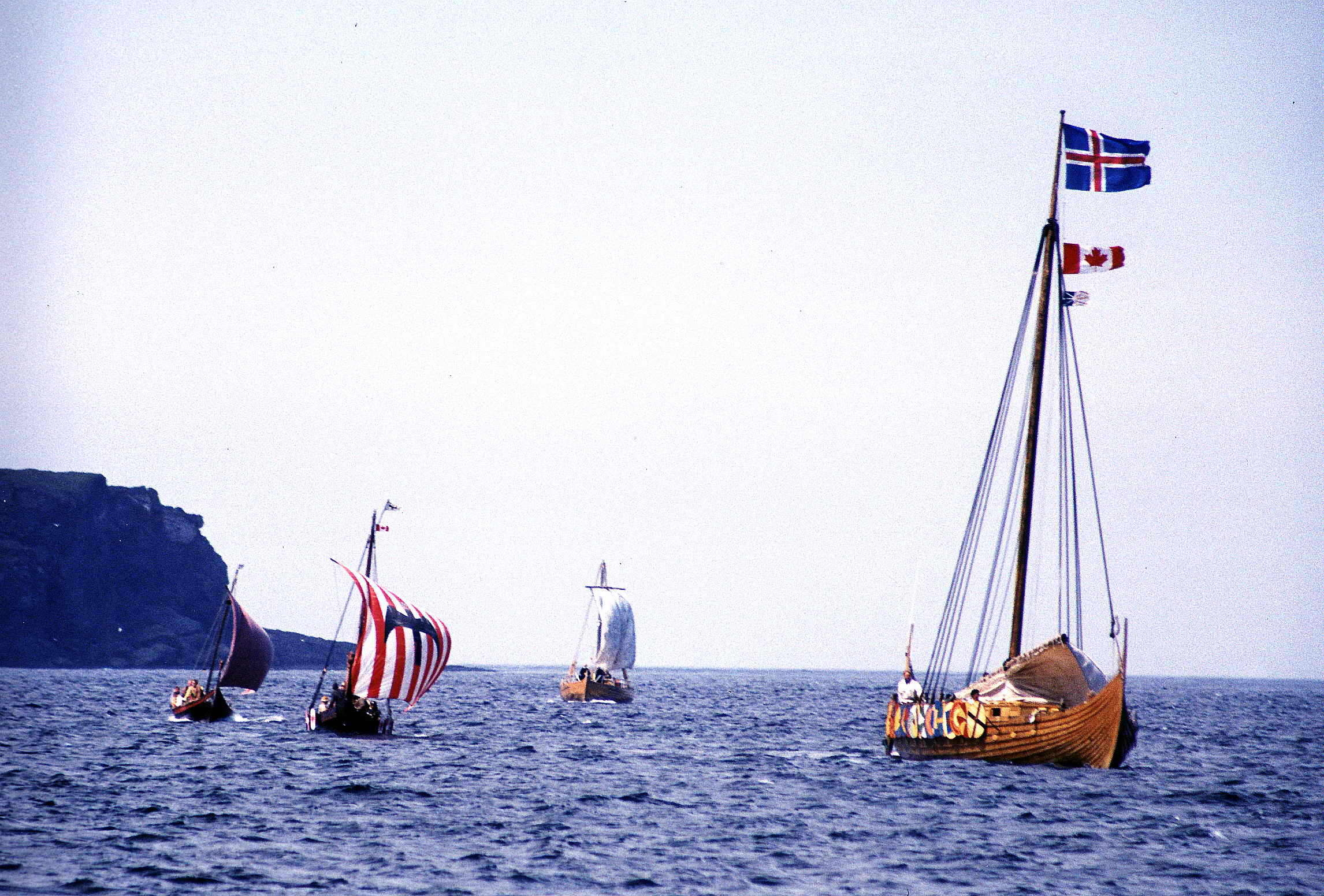
2000年、ランス・オ・メドーへの航海の模様